# Tränare

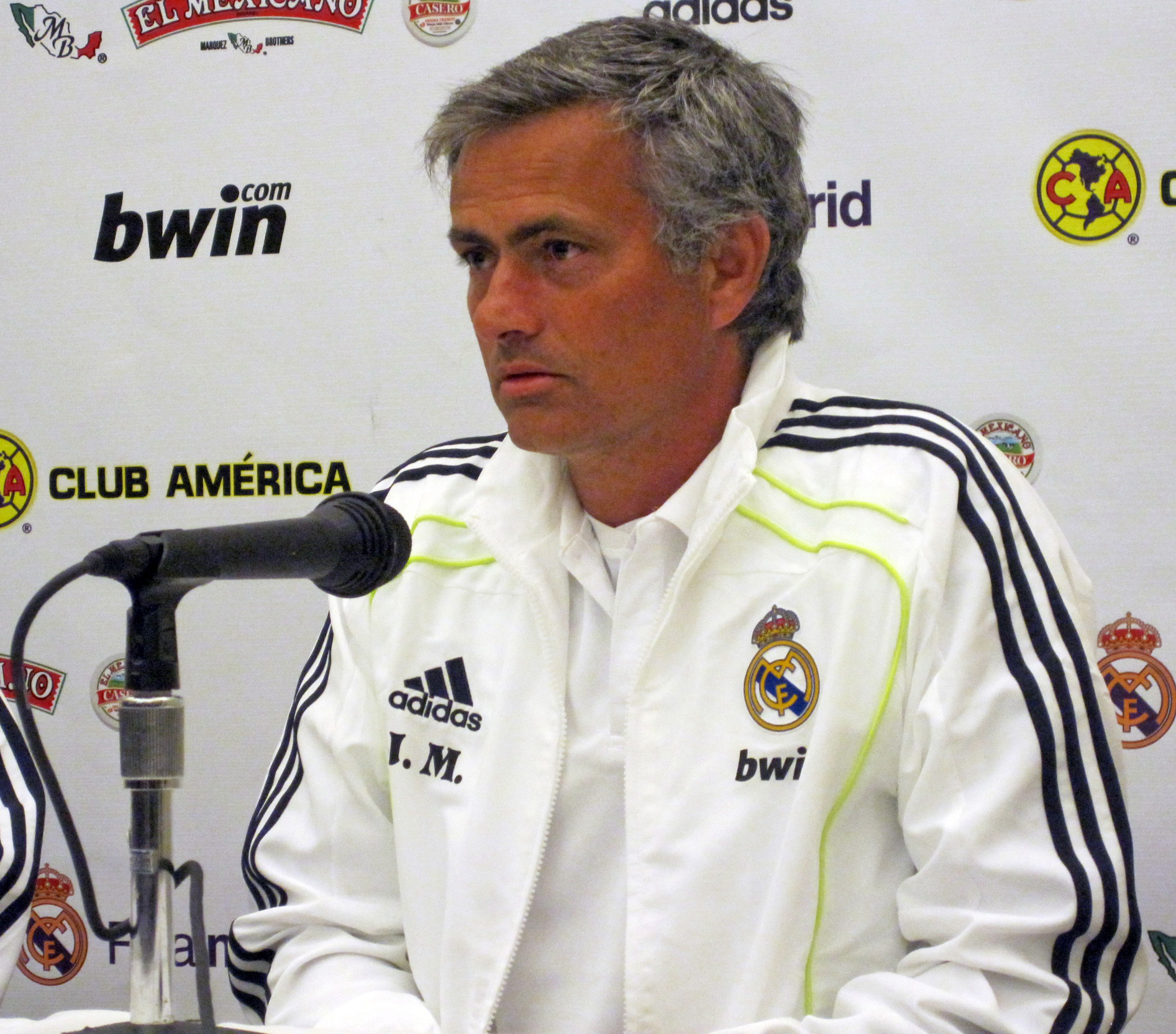
José Mourinho är ett exempel på en känd fotbollsmanager som i Sverige kallas fotbollstränare.

Tränare är en person som leder eller ansvarar för någons träning, ofta inom idrott men även såsom schack. Coach är en tränare i lagspel, exempelvis ishockey och basket.
Idrottsledare leder träning för idrottare, och i vissa fall, framförallt i mindre klubbar, dessutom är ansvarig för ett lag och för uttagningen av laget. I större professionella klubbar, till exempel, inom fotboll skiljer man på dessa båda roller, tränaren ansvarar enbart för träningen av laget och är underställd en manager som är överordnat ansvarig all operativ verksamhet såsom träning, spelarköp och laguttagning. Klubbarna har då oftast flera tränare med specialistkunskap, till exempel, ungdomstränare, a-lagstränare, målvaktstränare och fystränare.
Inom svensk fotboll används begreppet tränare för både managerrollen och tränarrollen.
En coach kan också stötta personer när det gäller karriärval eller personlig utveckling genom coachning.